# Ciales (Ciales)
Ciales es un barrio-pueblo ubicado en el municipio de Ciales en el Estado Libre Asociado de Puerto Rico. En el Censo de 2010 tenía una población de 1009 habitantes y una densidad poblacional de 3.478,37 personas por km².

## Geografía
Ciales se encuentra ubicado en las coordenadas 18°20′10″N 66°28′8″O / 18.33611, -66.46889. Según la Oficina del Censo de los Estados Unidos, Ciales tiene una superficie total de 0.29 km², que corresponden a tierra firme.

## Demografía
Según el censo de 2010, había 1009 personas residiendo en Ciales. La densidad de población era de 3.478,37 hab./km². De los 1009 habitantes, Ciales estaba compuesto por el 88.4% blancos, el 4.66% eran afroamericanos, el 4.56% eran de otras razas y el 2.38% pertenecían a dos o más razas. Del total de la población el 99.8% eran hispanos o latinos de cualquier raza.